# Geonosis
Geonosis er en planet i Star Wars. Planeten er med i filmen Attack of the Clones hvor den er opholdssted for separatisternes ledere. På Genosis findes der også nogle af de fabrikker, hvor separatisterne producerer deres kampdroider.
Geonosis er befolket af geonosianere, som er ca. 1,7 meter høje, insektlignede væsner med vinger.
Det er også på Geonosis at kampen imellem milliarder af kampdroider og mange jedier finder sted, efter at Obi-Wan Kenobi, Anakin Skywalker og Padme er blevet taget til fange af Grev Dooku.
| Star Wars | Spire Denne Star Wars-artikel er en spire som bør udbygges. Du er velkommen til at hjælpe Wikipedia ved at udvide den. |